# كامديفا
كاما أو كام (بالإنجليزية: Kama)‏، (بالسنسكريتية: काम)‏ المعروف أيضًا باسم مانماثا (بالإنجليزية: Manmatha)‏، هو إله الحب والرغبة في الميثولوجيا الهندوسية، وغالبًا ما يُصوَّر جنبًا إلى جنب مع زوجته راتي.